# Nathalie Luyet Girardet
Nathalie Luyet Girardet (née le 29 novembre 1966 à Sion dans le canton du Valais) est une architecte et urbaniste suisse.

## Biographie

### Enfance et études
Nathalie Luyet Girardet est originaire de Savièse, elle est fille de restaurateurs installés à Bex puis Aubonne dans le canton de Vaud, puis de retour au Valais à Conthey. Enfant, elle passait l’été sur l’alpe avec ses grands-parents.
Elle est diplômée en architecture de l'École polytechnique fédérale de Lausanne (EPFL) et formée en urbanisme à l’université de Genève. En stage chez Dominique Perrault en 1991, elle a l’occasion de travailler sur la Bibliothèque nationale de France et sur le projet de l'Île de Nantes avec François Grether,. Elle complète sa formation en aménagement du territoire et planification régionale auprès de la Conférence universitaire de suisse occidentale. 
Elle devient membre de la Fédération suisse des urbanistes en 1994.

### Carrière professionnelle
Elle travaille une année dans une agence de communication avant de créer son propre bureau à Martigny. Elle collabore avec le service de l'aménagement du territoire du canton du Valais, au sein duquel elle coordonne la fondation pour le développement durable des régions de montagnes. En 2005, elle est engagée en qualité d'architecte urbaniste par la ville de Sion afin de s'occuper de l'aménagement urbain du centre ville,. Le projet, poursuivi par son successeur, obtient le Prix Wakker 2013. Parallèlement à ses mandats, elle est experte du projet master en architecture de l'EPFL et à l'Institut d'architecture et du paysage de l'École polytechnique fédérale de Zurich.
Elle est dès janvier 2011 responsable du département « Construction et environnement » de la Haute école du paysage, d’ingénierie et d’architecture à Genève.
De 2012 à 2014, elle est engagée par le canton de Genève en qualité de responsable de l'Office de l'urbanisme afin d'assumer deux projets majeurs pour le canton, le développement du secteur Praille-Acacias-Vernets et les futurs développements liés à la gare de Lancy-Pont-Rouge, en lien avec le CEVA (liaison Cornavin - Eaux-Vives - Annemasse). 
Depuis 2014, elle travaille pour la ville de Lausanne, en tant que cheffe du projet « Pôle gare »,.
En 2018, elle est nommée présidente de l'association "Altitude 1400" association qui planche sur un avenir durable en Valais. Elle remplace ainsi l'architecte Lucien Barras[réf. nécessaire].

### Personnalité
En 2014, elle décrit son idéal d'architecte et d'urbaniste comme suit : « Sauvegarder l’intérêt commun devant la montée des individualismes dans la société, telle est ma quête ».

## Réalisations et projets
- 2005 : concept de l'espace urbain du centre-ville de Sion avec l'aménagement de l'Espace des remparts[6]
- 2008 : remodelage urbain de la rue du Grand-Pont, et de la rue de Lausanne de la ville de Sion
- 2010 : aménagement de la place Maurice Zermatten à Sion
- 2014-2015 : participation à l'association des habitants du quartier de Beaulieu[13] avec la création d'une charte de participation[14]
- 2014 : élaboration de la nouvelle gare de Lausanne, projet « Léman 2030 »[15].